# 孔峰

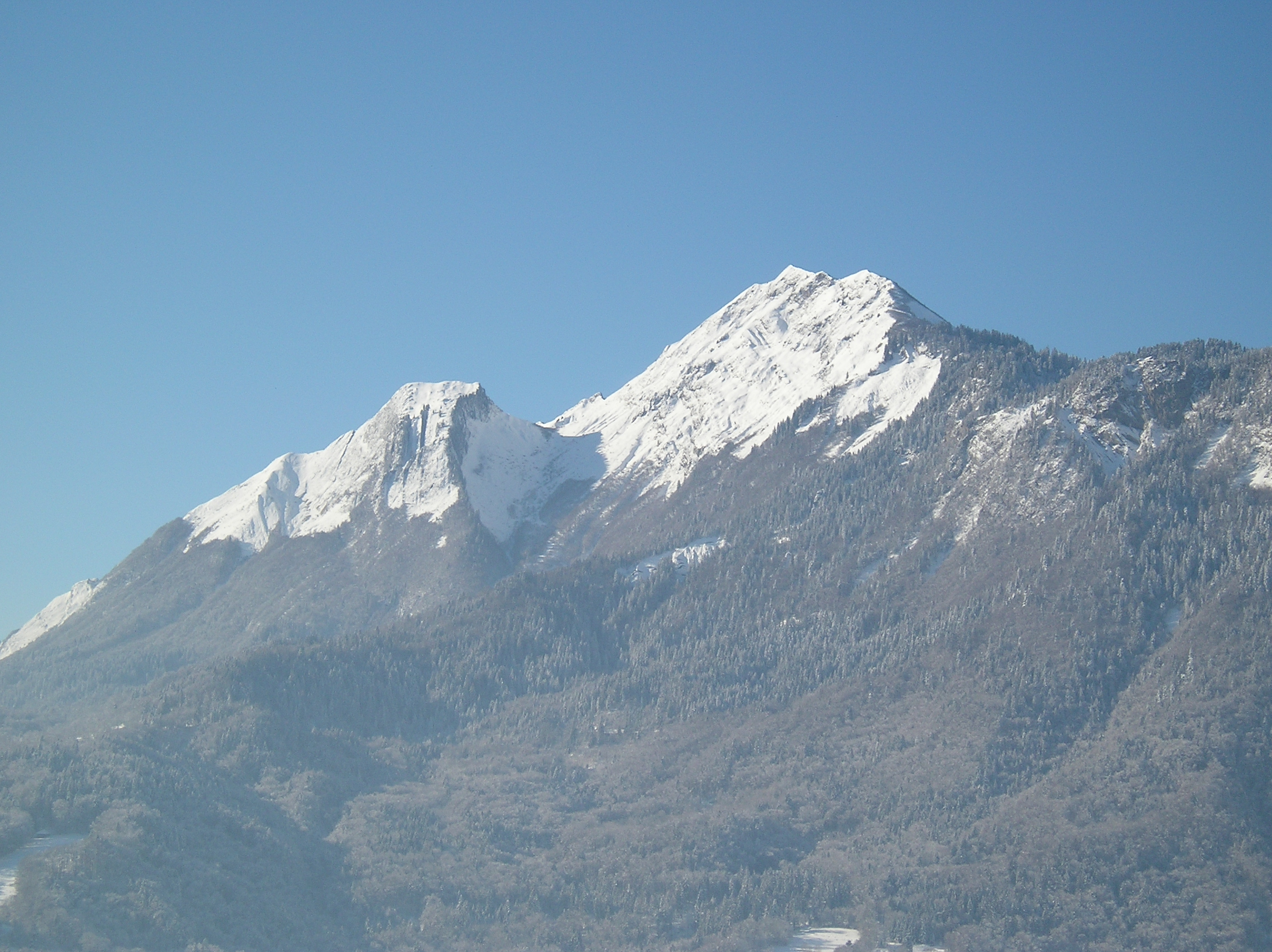

45°43′47″N 06°21′04″E / 45.72972°N 6.35111°E
孔峰（法語：Dent de Cons），是法國的山峰，位於該國東北部，處於薩瓦省和上薩瓦省接壤的邊界，屬於博日山脈的一部分，海拔高度2,062米，每年平均降雨量1,645毫米。